# حوزه انتخابیه سوم نوادا
حوزه انتخابیه سوم نوادا یک حوزه انتخابیه مجلس نمایندگان آمریکا است که در ایالت نوادا قرار دارد.